# اسب (منطقةالبروج)

اسب (馬) یکی از ۱۲ جانوری است که بنا بر تقویم چینی و تقویم مغولی هر ۱۲ سال یک بار در منطقةالبروج چینی و منطقةالبروج مغولی ظاهر می‌شود.